# Ophiogomphus severus
Ophiogomphus severus är en trollsländeart. Ophiogomphus severus ingår i släktet Ophiogomphus och familjen flodtrollsländor.

## Underarter
Arten delas in i följande underarter:
- O. s. montanus
- O. s. severus